# 赵深小片
赵深小片（根据《中国语言地图集》、《汉语官话方言研究》）是冀鲁官话石济片的一个分支，分布在河北省西南部。该小片北为冀鲁官话保唐片，东为沧惠片，南为石济片邢衡小片，西为晋语。井陉附近有赵深小片在晋语包围中的方言岛。

## 特征
1. 阴平一般读低平或中平调。
2. 声母分尖团。